# Alcalá del Júcar
Alcalá del Júcar ist ein Ort und eine Gemeinde (municipio) mit nur noch 1.117 Einwohnern (Stand: 2024) im Osten der Provinz Albacete in der Autonomen Region Kastilien-La Mancha im Südosten Spaniens. Der Ort liegt an der Ruta de la Lana, einem mittelalterlichen Handels- und Pilgerweg; er wurde im Jahr 1982 als Conjunto histórico-artístico eingestuft.

## Lage und Klima
Der Ort Alcalá del Júcar liegt an einer Flussschleife und in einer Schlucht des südlich von Valencia ins Mittelmeer mündenden Río Júcar im Südosten Neukastiliens knapp 53 km (Fahrtstrecke) nordöstlich der Provinzhauptstadt Albacete in einer Höhe von ca. 590 m. Das Klima im Winter ist gemäßigt, im Sommer dagegen warm bis heiß; die eher geringen Niederschlagsmengen (ca. 395 mm/Jahr) fallen – mit Ausnahme der nahezu regenlosen Sommermonate – verteilt übers ganze Jahr.

## Bevölkerungsentwicklung
| Jahr      | 1857  | 1900  | 1950  | 2000  | 2021  |
| Einwohner | 2.658 | 2.968 | 3.880 | 1.507 | 1.153 |

Infolge der Mechanisierung der Landwirtschaft, der Aufgabe bäuerlicher Kleinbetriebe und des daraus resultierenden Verlusts von Arbeitsplätzen ist die Einwohnerzahl der Gemeinde seit der Mitte des 20. Jahrhunderts deutlich gesunken (Landflucht). Zur Gemeinde gehören auch die Dörfer (aldeas) und Weiler (pedanías) Casas del Cerro (ca. 150), Las Eras (ca. 300), La Gila (ca. 60), Tolosa (ca. 20) und Zulema (ca. 40); der Weiler Marimínguez ist bereits seit längerer Zeit verlassen (despoblado).

## Wirtschaft
Der Ort ist immer noch hauptsächlich agrarisch orientiert; früher waren die Weidewirtschaft und die Herstellung von Käse und Wurst von großer Bedeutung, die – neben Tierhäuten und Wolle – an fahrende Händler verkauft werden konnten. Der – möglicherweise von den Mauren bzw. Berbern übernommene – Safrananbau ist seit dem ausgehenden 18. Jahrhundert nachgewiesen. Heute stehen landwirtschaftliche Produkte wie Oliven und Mandeln im Vordergrund; außerdem ist der Tourismus zu einer wichtigen Einnahmequelle geworden.

## Geschichte
Iberische, römische, westgotische und selbst islamisch-maurische Siedlungsfunde fehlen. Nach der Rückeroberung (reconquista) des Gebietes in den Jahren 1211–13 durch kastilische Truppen begann für alcala (= „Festung“) die Phase der Wiederbevölkerung (repoblación) durch Christen aus dem Norden und dem Süden der Iberischen Halbinsel. Aus der Grundherrschaft (señorio) der Nachbarstadt Jorquera konnte der Ort sich erst im Jahr 1364 lösen. Zwei Jahre später wurde die zunächst unter aragonesischer Hoheit stehende Markgrafschaft von Villena gegründet, die im Jahr 1456 an Juan Pacheco kam; er ließ die Burg (castillo) von Alcalá in ihrer heutigen Gestalt neu erbauen. Bis zum Jahr 1833 gehörte die Kleinstadt zum Königreich Murcia, das allerdings von Kastilien bzw. von Spanien abhängig war.

## Sehenswürdigkeiten

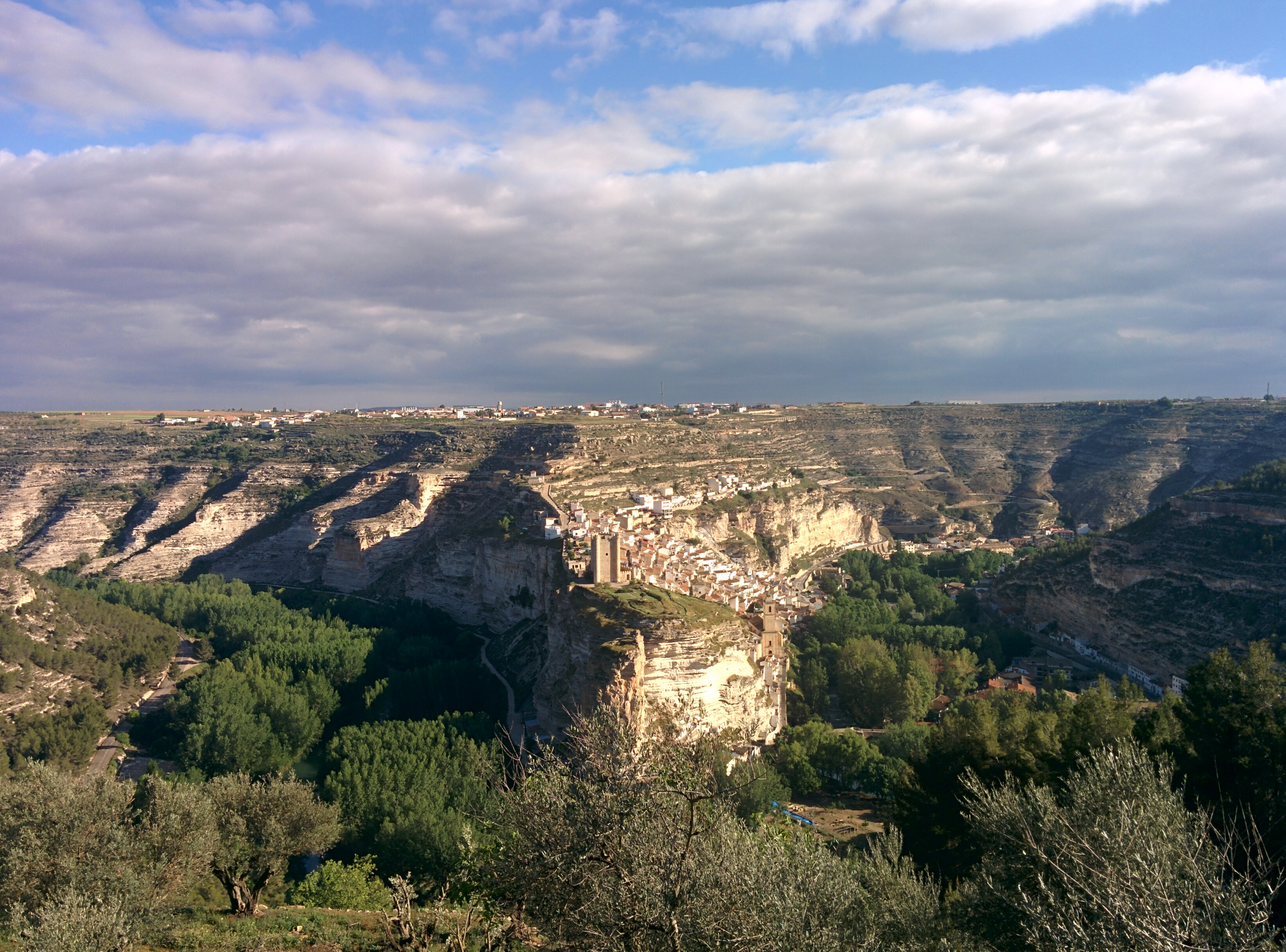
Blick von Casas del Cerro auf Alcalá del Júcar; im Hintergrund der Weiler Las Eras

- Ältestes Bauwerk des Ortes ist die auf einer Anhöhe stehende Burg, deren Ursprünge bis in die almohadische Zeit zurückreichen. Ihre heutige Gestalt verdankt sie jedoch einem Neubau im 15. und einer umfassenden Restaurierung in der zweiten Hälfte des 20. Jahrhunderts. Der einzige Zugang zum Bergfried (torre del homenaje) liegt in ca. 2,50 m Höhe und war nur über eine einziehbare Leiter oder Strickleiter erreichbar.[6]
- Einige Häuser (casas colgadas) hängen wie Schwalbennester am Fels, andere sind als Höhlenwohnungen in die weichen Kalkfelsen hineingehauen.
- Die dem Apostel Andreas geweihte Iglesia de San Andrés entstand vom 15. bis zum 18. Jahrhundert (Glockenturm). Das Kirchenschiff (nave) ist rippengewölbt, über der Vierung befindet sich eine durchfensterte Kuppel. Der mit Figuren und Gemälden bestückte Schnitzaltar (retablo) zeigt sowohl barocke als auch klassizistische Einflüsse.[7]
- Die heutige Gestalt der vierbogigen Brücke über den Río Júcar entstand im Jahr 1771. Man bezeichnet sie auch als Puente Romano, da eine erste Brücke bereits in der Römerzeit existiert haben soll.[8]

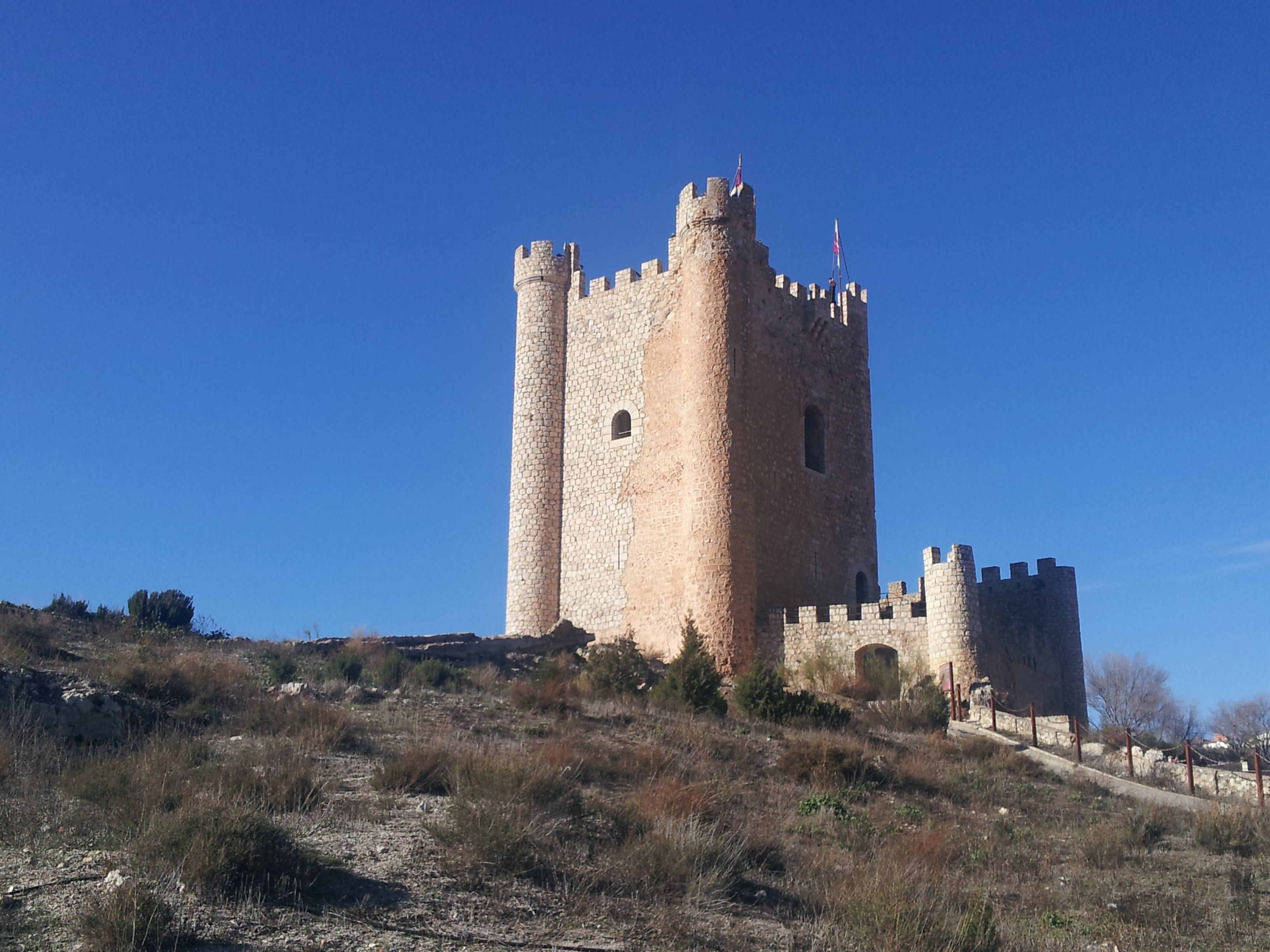
Burg (castillo)
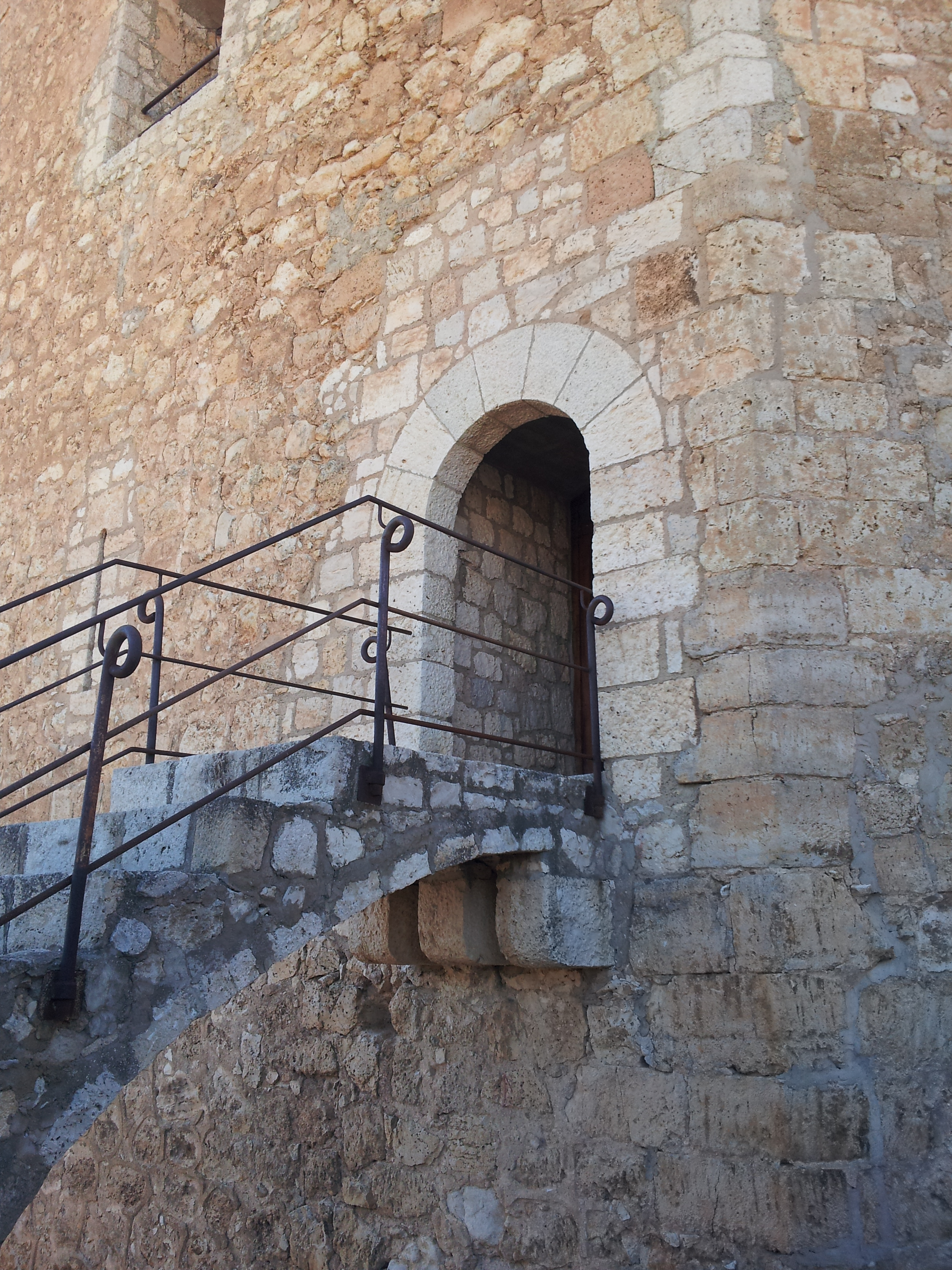
Eingang zum Bergfried
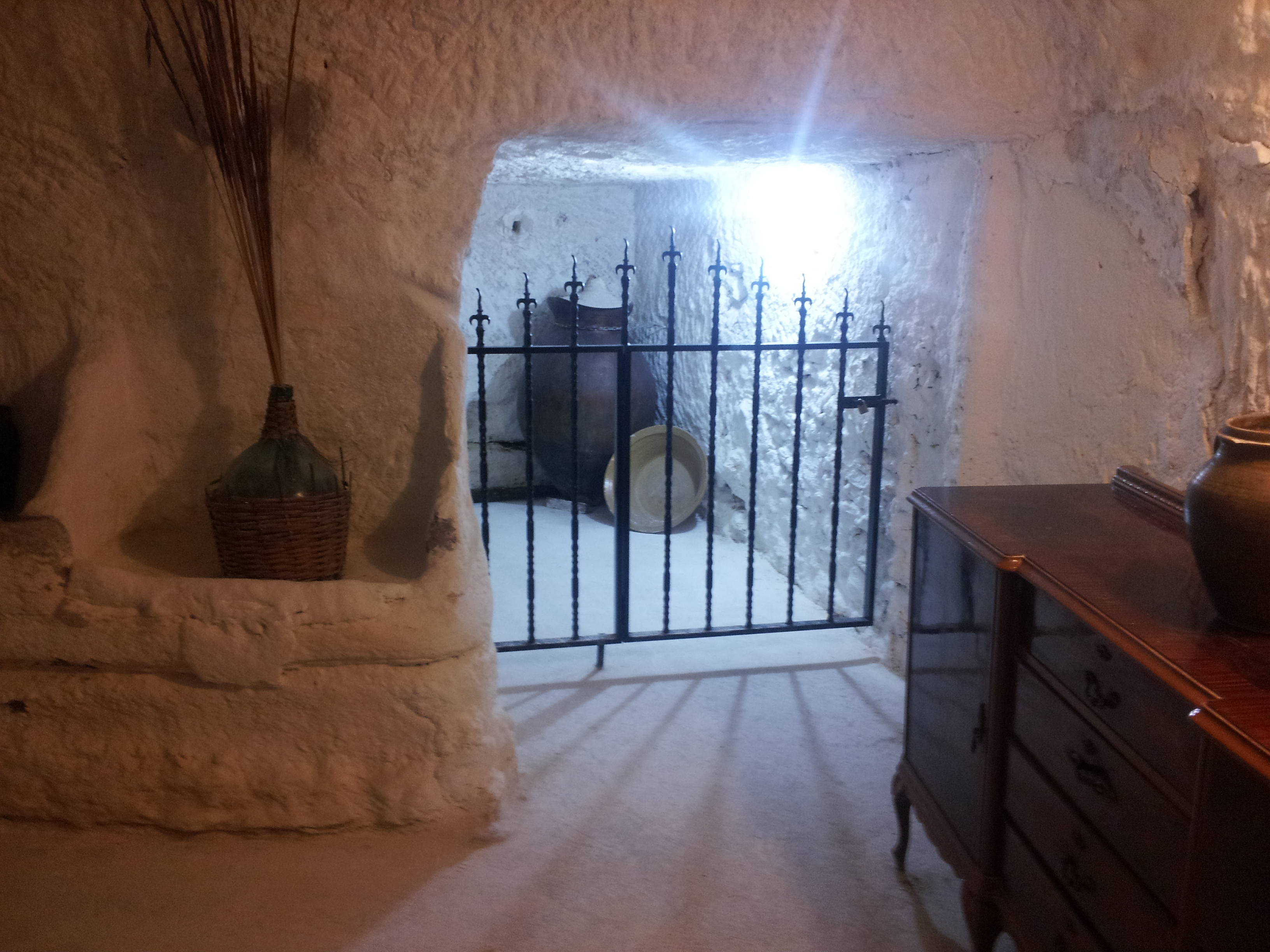
Höhlenwohnung
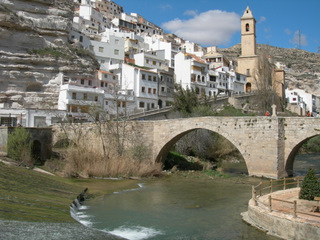
Puente Romano